# Julio Gervacio
Julio Gervacio (* 17. Oktober 1967 in La Romana, Dominikanische Republik) ist ein ehemaliger dominikanischer Boxer im Superbantamgewicht.

## Profi
Am 21. Dezember 1985 gab er erfolgreich sein Profidebüt. Am 28. November 1987 wurde er Weltmeister der WBA, als er Louie Espinoza durch einstimmige Punktrichterentscheidung schlug. Diesen Gürtel verlor er bereits in seiner ersten Titelverteidigung im darauffolgenden Jahr gegen Bernardo Piñango durch geteilte Punktentscheidung.
Im Jahre 1997 beendete er seine Karriere.